# Пертюково
Пертю́ково (рос. Пертюково, марій. Пертюк) — присілок у складі Гірськомарійського району Марій Ел, Росія. Входить до складу Єласівського сільського поселення.

## Населення
Населення — 154 особи (2010; 189 у 2002).
Національний склад (станом на 2002 рік):
- марі — 98 %